# 2013 في الولايات المتحدة
فيما يلي قوائم الأحداث التي وقعت خلال عام 2013 في الولايات المتحدة.

## أحداث
- 17 أبريل – انفجار معمل سماد في ويست
- 6 يوليو – خطوط آسيانا الجوية الرحلة 214
- 20 مايو – إعصار موور 2013
- 15 أبريل – تفجيرا ماراثون بوسطن 2013
- 16 سبتمبر – حادثة القتل الجماعي في واشنطن نافي يارد
- 24 فبراير – حفل توزيع جوائز الأوسكار الخامس والثمانون
- 1 أكتوبر – تعطيل الحكومة الفيدرالية الأمريكية 2013
- 1 ديسمبر – وباء إيبولا في غرب أفريقيا

## سياسة

### تعيين في المنصب
- 1 يناير – كاميرون كيري وزير التجارة الأمريكي.
- 3 يناير – آنا إيشو عضو مجلس النواب الأمريكي.
- 3 يناير – إليزابيث وارن عضو مجلس الشيوخ الأمريكي.
- 3 يناير – تامي دوكوورث عضو مجلس النواب الأمريكي.
- 3 يناير – تيد كروز عضو مجلس الشيوخ الأمريكي.
- 3 يناير – تيم كين عضو مجلس الشيوخ الأمريكي.
- 3 يناير – جاري ميلر عضو مجلس النواب الأمريكي.
- 3 يناير – جو دونلي عضو مجلس الشيوخ الأمريكي.
- 3 يناير – ستيف كينغ عضو مجلس النواب الأمريكي.
- 3 يناير – كيري بنتيفوليو عضو مجلس النواب الأمريكي.
- 3 يناير – مارتن هاينريش عضو مجلس الشيوخ الأمريكي.
- 3 يناير – ماغي حسن حاكم نيو هامبشاير [الإنجليزية]‏.
- 14 يناير – مايك بنس حاكم إنديانا [الإنجليزية]‏.
- 16 يناير – بوب فيرغسن State attorney general [الإنجليزية]‏.
- 1 فبراير – جون كيري وزير الخارجية الأمريكي.
- 1 فبراير – مو كوان عضو مجلس الشيوخ الأمريكي.
- 27 فبراير – تشاك هيغل وزير الدفاع الأمريكي.
- 28 فبراير – جاكوب ليو وزير الخزانة الأمريكي.
- 8 مارس – جون برينان مدير وكالة المخابرات المركزية (2005 - الان).
- 8 مارس – ليزا موناكو مستشار الأمن الداخلي.
- 12 أبريل – سالي جويل وزير داخلية الولايات المتحدة.
- 7 مايو – مارك سانفورد عضو مجلس النواب الأمريكي.
- 21 مايو – إرنست مونيز وزير الطاقة الأمريكي.
- 26 يونيو – بيني بريتزكر وزير التجارة الأمريكي.
- 1 يوليو – سوزان رايس مستشار الأمن القومي الأمريكي.
- 2 يوليو – أنتوني فوكس وزير النقل الأمريكي.
- 23 يوليو – توماس بيريز وزير العمل الأمريكي.
- 4 سبتمبر – جيمس كومي رئيس مكتب التحقيقات الفيدرالي.
- 23 ديسمبر – جيه جونسون وزير الأمن الداخلي الأمريكي.

### انتهاء فترة المنصب
- 1 يناير – كاميرون كيري وزير التجارة الأمريكي.
- 1 يناير – هيلدا سوليس مجلس وزراء الولايات المتحدة،وزير العمل الأمريكي.
- 3 يناير – آنا إيشو عضو مجلس النواب الأمريكي.
- 3 يناير – بارني فرانك عضو مجلس النواب الأمريكي.
- 3 يناير – جاري ميلر عضو مجلس النواب الأمريكي.
- 3 يناير – جون لينش حاكم نيو هامبشاير [الإنجليزية]‏.
- 3 يناير – جيم ويب عضو مجلس الشيوخ الأمريكي.
- 3 يناير – رون بول عضو مجلس النواب الأمريكي.
- 3 يناير – كينت كونراد عضو مجلس الشيوخ الأمريكي.
- 3 يناير – مايك بنس عضو مجلس النواب الأمريكي.
- 3 يناير – هاوراد بيرمان عضو مجلس النواب الأمريكي.
- 5 يناير – بيفرلي بيرديو حاكم كارولينا الشمالية [الإنجليزية]‏.
- 7 يناير – برايان شوايتزر حاكم مونتانا [الإنجليزية]‏.
- 14 يناير – ميتش دانييلز حاكم إنديانا [الإنجليزية]‏.
- 16 يناير – كريستين غريغوري حاكم واشنطن [الإنجليزية]‏.
- 25 يناير – تيموثي غايتنر وزير الخزانة الأمريكي.
- 25 يناير – ديفيد بلوف كبير مستشاري رئيس الولايات المتحدة [الإنجليزية]‏.
- 1 فبراير – جون كيري عضو مجلس الشيوخ الأمريكي.
- 1 فبراير – هيلاري كلينتون وزير الخارجية الأمريكي.
- 27 فبراير – ليون بانيتا وزير الدفاع الأمريكي.
- 8 مارس – جون برينان مستشار الأمن الداخلي.
- 8 مارس – لويد أوستن نائب رئيس أركان جيش الولايات المتحدة [الإنجليزية]‏.
- 15 مارس – رون كيرك مكتب الممثل التجاري للولايات المتحدة.
- 12 أبريل – كين سالازار وزير داخلية الولايات المتحدة.
- 22 أبريل – ستيفن تشو وزير الطاقة الأمريكي.
- 2 يوليو – راي لحود وزير النقل الأمريكي.
- 16 يوليو – مو كوان عضو مجلس الشيوخ الأمريكي.
- 6 سبتمبر – جانيت نابوليتانو وزير الأمن الداخلي الأمريكي.
- 4 أكتوبر – فارزارد موستشاري المنسق الوطني لتكنولوجيا المعلومات الصحية ‏.
- 31 ديسمبر – بيل دي بلازيو New York City Public Advocate [الإنجليزية]‏.
- 31 ديسمبر – مايكل بلومبيرغ عمدة مدينة نيويورك.

## رياضة
- 1 يناير – أمريكا المفتوحة 2013
- 1 يناير – بطولة إنديان ويلز للماسترز 2013
- 1 يناير – بطولة ميامي للأساتذة 2013
- 1 يناير – جائزة الولايات المتحدة الكبرى للدراجات النارية 2013
- 1 يناير – طواف كاليفورنيا 2013 الفائزون جانييه أسيفيدو، مايكل روجرز، تجي فان جارد إرين.
- 3 نوفمبر – ماراثون مدينة نيويورك 2013 الفائز غيورفي موتاي.

## ظهور
- 1 يناير – أطلقي سرك
- 1 يناير – إيموجي بيديا
- 1 يناير – جاك وجاك
- 1 يناير – جي أر إل

## أفلام
من الأفلام التي صدرت هذه السنة في الولايات المتحدة:
- 1 يناير – 21 وأكثر من إخراج جون لوكاس (مخرج)، سكوت مور (مخرج).
- 1 يناير – 30 دقيقة بعد منتصف الليل من إخراج كاثرين بيغلو.
- 1 يناير – أجسام دافئة من إخراج Jonathan Levine [الإنجليزية]‏.
- 1 يناير – أر. أي. بي. دي من إخراج روبرت شوينتكي.
- 1 يناير – أساطير أوز: عودة دوروثي من إخراج دانيال سانت بيير.
- 1 يناير – البالغون 2 من إخراج دينيس دوغان.
- 1 يناير – البيت الأبيض سقط من إخراج رولان إيميريش.
- 1 يناير – التدريب العملي من إخراج شون ليفي.
- 1 يناير – الجحيم الأخضر من إخراج إيلي روث.
- 1 يناير – الحروب القذرة من إخراج ريتشارد رولي [الإنجليزية]‏.
- 1 يناير – الرفقة الدائمة من إخراج روبرت ريدفورد.
- 1 يناير – الزفاف الكبير من إخراج Justin Zackham [الإنجليزية]‏.
- 1 يناير – الشر المميت من إخراج فيدي ألفاريز.
- 1 يناير – الفرار من إخراج كورتني سولومون.
- 1 يناير – القبول من إخراج Paul Weitz (filmmaker) [الإنجليزية]‏.
- 1 يناير – المستشار من إخراج ريدلي سكوت.
- 1 يناير – المسلمون قادمون من إخراج نيجين فارساد [الإنجليزية]‏.
- 1 يناير – المعالجة بالسعادة من إخراج ديفيد أو. راسل.
- 1 يناير – الهروب من كوكب الأرض من إخراج Cal Brunker [الإنجليزية]‏.
- 1 يناير – إثارات رخيصة من إخراج إي. إل. كاتس.
- 1 يناير – إجازات الربيع من إخراج هارموني كوريني.
- 1 يناير – إمباير ستات من إخراج ديتو مونتيل.
- 1 يناير – بارانويا من إخراج Robert Luketic [الإنجليزية]‏.
- 1 يناير – باربي في الحذاء الوردي
- 1 يناير – باربي واخواتها في حكاية المهر
- 1 يناير – باركر من إخراج تايلور هاكفورد.
- 1 يناير – بعد الأرض من إخراج إم. نايت شيامالان.
- 1 يناير – بنات جيدات جدا من إخراج نعومي فونر جيلينهال.
- 1 يناير – بوسايدون ريكس من إخراج مارك إل. ليستير.
- 1 يناير – جاك آس تقدم: جد سيئ من إخراج جيف تريمين.
- 1 يناير – جاك قاتل العمالقة من إخراج براين سينجر.
- 1 يناير – جبهة داخلية من إخراج غاري فليدر.
- 1 يناير – جو من إخراج ديفيد غوردون غرين.
- 1 يناير – جوبز من إخراج جوشوا ميخائيل ستيرن.
- 1 يناير – حياة الجريمة من إخراج Daniel Schechter (director) [الإنجليزية]‏.
- 1 يناير – خارج الفرن من إخراج سكوت كوبر.
- 1 يناير – خراب أزرق من إخراج جيريمي سولنييه.
- 1 يناير – دون جون من إخراج جوزيف غوردون-ليفيت.
- 1 يناير – ديليفيري مان من إخراج كين سكوت.
- 1 يناير – رحلة طيران من إخراج روبرت زيميكس.
- 1 يناير – رفاق سكارى من إخراج Joe Swanberg [الإنجليزية]‏.
- 1 يناير – روميو وجولييت من إخراج Carlo Carlei [الإنجليزية]‏.
- 1 يناير – سارق الهوية من إخراج سيث جوردون.
- 1 يناير – ستوكر من إخراج بارك تشان ووك.
- 1 يناير – سقوط البيت الأبيض من إخراج أنطوان فوكوا.
- 1 يناير – سقوط الرجل الميت من إخراج Niels Arden Oplev [الإنجليزية]‏.
- 1 يناير – صداع الكحول الجزء الثالث من إخراج تود فيليبس.
- 1 يناير – طائر الطنان من إخراج ستيفن نايت.
- 1 يناير – طارد الأرواح الأخير الجزء الثاني من إخراج Ed Gass-Donnelly [الإنجليزية]‏.
- 1 يناير – عداء عداء من إخراج براد فورمان.
- 1 يناير – عيد العمال من إخراج جيسون رايتمان.
- 1 يناير – غير متصل من إخراج هنري أليكس روبين.
- 1 يناير – فرقة العصابات من إخراج روبن فليشر.
- 1 يناير – قتل غرينغو من إخراج Adrian Grünberg [الإنجليزية]‏.
- 1 يناير – قرون من إخراج ألكسندر أجا.
- 1 يناير – قضية بشأنك من إخراج كات كويرو.
- 1 يناير – كلام من إخراج بريان كلوجمان.
- 1 يناير – ماء حلو من إخراج لوغان ميلر (ممثل).
- 1 يناير – مباراة الضغينة من إخراج بيتر سيجال.
- 1 يناير – مخلوقات جميلة من إخراج ريتشارد لاجرافينيز.
- 1 يناير – ملاذ آمن من إخراج لاسي هالستروم.
- 1 يناير – ممرضة ثري دي من إخراج Doug Aarniokoski [الإنجليزية]‏.
- 1 يناير – منزل مسكون من إخراج Michael Tiddes [الإنجليزية]‏.
- 1 يناير – هتشكوك من إخراج Sacha Gervasi [الإنجليزية]‏.
- 1 يناير – وجدة من إخراج هيفاء المنصور.
- 4 يناير – منشار تكساس 3 دي من إخراج John Luessenhop [الإنجليزية]‏.[1]
- 12 يناير – الموقف الأخير من إخراج كيم جي وونغ.
- 15 يناير – 30 ليلة من نشاط خارق مع الشيطان داخل الفتاة ذات وشم التنين من إخراج كريج موس [الإنجليزية]‏.
- 17 يناير – 20 قدم من النجومية من إخراج مورغان نيفيل.
- 17 يناير – هانسيل وغريتيل:صائدي الساحرة من إخراج تومي وركولا.
- 18 يناير – اقتل أعزائك من إخراج John Krokidas [الإنجليزية]‏.
- 18 يناير – المدهش الآن من إخراج James Ponsoldt [الإنجليزية]‏.
- 18 يناير – الميدان من إخراج جيهان نجيم.
- 18 يناير – مدينة محطمة من إخراج ألبرت هيوز [الإنجليزية]‏، ألين هيوز [الإنجليزية]‏.
- 19 يناير – ارتجاج الدماغ من إخراج Stacie Passon [الإنجليزية]‏.
- 19 يناير – الحوت الأسود من إخراج Gabriela Cowperthwaite [الإنجليزية]‏.
- 20 يناير – الشرق من إخراج زال باتمانجليج.
- 20 يناير – في عالم من إخراج ليك بيل.
- 20 يناير – قبل منتصف الليل من إخراج ريتشارد لينكليتر.
- 21 يناير – تشارلي كاونتريمان من إخراج Fredrik Bond  [لغات أخرى]‏.
- 21 يناير – في الخلف تماما من إخراج جيم راش، نات فاكسون.
- 22 يناير – لوفلاس من إخراج جيفري فريدمان، روب إبستاين.
- 14 فبراير – يوم مناسب لموت قاسي من إخراج جون مور (كاتب).[2]
- 22 فبراير – الواشي من إخراج ريك رومان ووه [الإنجليزية]‏.
- 28 فبراير – طريق الشيطان من إخراج ريني هارلن.
- 8 مارس – بيرت وندرستون المذهل من إخراج دون سكاردينيو.
- 11 مارس – جي. آي. جو: الانتقام من إخراج جون إم. تشو.
- 14 مارس – المكالمة من إخراج براد أندرسون.
- 26 مارس – النسيان من إخراج جوزيف كوزينسكي.
- 28 مارس – المضيف من إخراج أندرو نيكول.[2]
- 29 مارس – إغواء: إعترافات إستشارية زواج من إخراج تايلر بيري.
- 6 أبريل – السكر من إخراج Rotimi Rainwater [الإنجليزية]‏.
- 11 أبريل – ألم وربح من إخراج مايكل بي.
- 11 أبريل – فيلم مخيف 5 من إخراج مالكولم لي.
- 12 أبريل – 42 من إخراج بريان هيلغلاند [الإنجليزية]‏.[3]
- 19 أبريل – جي بي آف من إخراج دارين شتاين.
- 25 أبريل – آثار جانبية من إخراج ستيفن سودربرغ.[4]
- 25 أبريل – انفصال من إخراج توني كاي (مخرج).
- 26 أبريل – آيرون مان 3 من إخراج شاين بلاك.[5]
- 1 مايو – العائلة من إخراج لوك بيسون.
- 1 مايو – غاتسبي العظيم من إخراج باز لورمان.
- 2 مايو – التطهير من إخراج جيمس ديموناكو.
- 2 مايو – دليل من إخراج أولتند أوسيونسانمي [الإنجليزية]‏.
- 9 مايو – ستار تريك إلى الظلام من إخراج جاي جاي أبرامز.[6]
- 15 مايو – ملحمي من إخراج كريس ويدج.
- 16 مايو – حلقة بلينج من إخراج صوفيا كوبولا.
- 19 مايو – داخل لوين ديفيس من إخراج إيثان كوين، جويل كوين.
- 21 مايو – الآن أنت تراني من إخراج لويس ليترير.
- 22 مايو – الجميع فقد من إخراج جي. سي. شاندور.
- 23 مايو – سرعة وغضب 6 من إخراج نيل إتش. موريتز، فين ديزل، جستن لين.[2]
- 23 مايو – نبراسكا من إخراج ألكسندر باين.
- 24 مايو – يكفي من إخراج مايكل أبتيد.
- 2 يونيو – حرب الزومبي العالمية من إخراج مارك فورستر.[7]
- 3 يونيو – هذه هي النهاية من إخراج سيث روغن، إيفان غولدبيرغ.
- 8 يونيو – الشعوذة من إخراج جيمس وان.
- 10 يونيو – الرجل الفولاذي من إخراج زاك سنايدر.
- 15 يونيو – تقرير أوروبا من إخراج Sebastián Cordero [الإنجليزية]‏.
- 16 يونيو – ماي ليتل بوني: إكويستريا غيرلس من إخراج Jayson Thiessen [الإنجليزية]‏.
- 27 يونيو – الحرارة من إخراج بول فيغ.
- 29 يونيو – موسم القتل من إخراج مارك جونسون (كاتب).
- 1 يوليو – حافة الهادي من إخراج جييرمو ديل تورو.
- 3 يوليو – الحارس الوحيد من إخراج غور فيربينسكي.
- 10 يوليو – نهاية العالم من إخراج إدغار رايت.
- 11 يوليو – الأرض المتجمدة من إخراج سكوت ووكر  [لغات أخرى]‏.
- 18 يوليو – خطة هروب من إخراج ميكايل هافستروم.
- 18 يوليو – ريد 2 من إخراج Dean Parisot [الإنجليزية]‏.
- 25 يوليو – الوولفيرين من إخراج جيمس مانغولد.[2]
- 26 يوليو – ياسمين أزرق من إخراج وودي آلن.
- 29 يوليو – الأخاديد من إخراج بول شريدر.
- 30 يوليو – مسدسان من إخراج بالتاسار كورماكور.[8]
- 1 أغسطس – محطم الثلج من إخراج بونغ جون هو.
- 2 أغسطس – لعنة تشاكي من إخراج دون مانشيني.
- 3 أغسطس – نحن آل ميلز من إخراج روسون مارشال ثيردر.
- 5 أغسطس – رئيس الخدم من إخراج لي دانييلز.
- 7 أغسطس – إيليزيم من إخراج نيل بلومكامب.
- 7 أغسطس – بحر من الوحوش من إخراج Thor Freudenthal [الإنجليزية]‏.[9]
- 9 أغسطس – ليفياثان من إخراج Véréna Paravel [الإنجليزية]‏، Lucien Castaing-Taylor [الإنجليزية]‏.
- 9 سبتمبر – مقاطعة أوساج من إخراج جون ويلز (كاتب).
- 12 أغسطس – الأدوات المميتة: مدينة العظام من إخراج Harald Zwart [الإنجليزية]‏.
- 14 أغسطس – كيك-آس 2 من إخراج جيف وادلو.
- 15 أغسطس – حياة تيموثي غرين الغريبة من إخراج بيتر هيدجيز.
- 22 أغسطس – فصل الشؤم
- 30 أغسطس – 12 سنة من العبودية من إخراج ستيف ماكوين.
- 30 أغسطس – سجناء من إخراج دينيس فيلنوف.
- 31 أغسطس – فيلومينا من إخراج ستيفن فريرز.
- 1 سبتمبر – باركلاند من إخراج بيتر لاندسمان [الإنجليزية]‏.
- 1 سبتمبر – فرانسيس ها من إخراج نواه باومباخ.
- 2 سبتمبر – اندفاع من إخراج رون هاوارد.
- 2 سبتمبر – لوك من إخراج ستيفن نايت.
- 2 سبتمبر – نظرية الصفر من إخراج تيري غيليام.
- 4 سبتمبر – ريديك من إخراج ديفيد توهي.
- 7 سبتمبر – البدء مرة أخرى من إخراج جوني كارني.
- 7 سبتمبر – المكان خلف أشجار الصنوبر من إخراج ديريك كيانفرانس.
- 7 سبتمبر – خارج في الظلام من إخراج مايكل ماير (دي جي).
- 7 سبتمبر – كفى حديثا من إخراج نيكول هولوفسنر.
- 7 سبتمبر – مانديلا: طريق طويل إلى الحرية من إخراج جاستن تشادويك.
- 7 سبتمبر – نادي دالاس للمشترين من إخراج جين-مارك فالي.
- 9 سبتمبر – مقاطعة أوساج من إخراج جون ويلز (كاتب).
- 9 سبتمبر – البائس
- 9 سبتمبر – العثور على فيفيان ماير من إخراج John Maloof [الإنجليزية]‏، .[10]
- 9 سبتمبر – ميتاليكا عبر الأبد من إخراج نمرود أنطال.
- 13 سبتمبر – غدار: الفصل الثاني من إخراج جيمس وان.
- 19 سبتمبر – كوهيرانس من إخراج James Ward Byrkit [الإنجليزية]‏.
- 19 سبتمبر – ماشيتي يقتل من إخراج روبرت رودريغيز.
- 26 سبتمبر – غائم مع احتمال سقوط كرات اللحم 2 من إخراج كودي كاميرون، Kris Pearn [الإنجليزية]‏.
- 27 سبتمبر – القبطان فيليبس من إخراج بول غرينغراس.
- 3 أكتوبر – سارقة الكتاب من إخراج برايان بيرسيفال.
- 5 أكتوبر – حياة والتر ميتي السرية من إخراج بن ستيلر.
- 7 أكتوبر – كاري من إخراج Kimberly Peirce [الإنجليزية]‏.
- 8 أكتوبر – لينكون من إخراج ستيفن سبيلبرغ.
- 12 أكتوبر – هي من إخراج سبايك جونز.[11]
- 18 أكتوبر – السلطة الخامسة من إخراج بيل كوندون.
- 21 أكتوبر – الطيور الحرة من إخراج جيمي هيوارد.
- 24 أكتوبر – لعبة إندر من إخراج جافن هود.[12]
- 31 أكتوبر – ثور: العالم المظلم من إخراج آلان تايلور.[13]
- 31 أكتوبر – فيغاس الأخيرة من إخراج جون تيرتلتوب.[2]
- 11 نوفمبر – الفتى العجوز من إخراج سبايك لي.
- 11 نوفمبر – مباريات الجوع: ألسنة اللهب من إخراج فرانسيس لورانس.
- 12 نوفمبر – ناج وحيد من إخراج بيتر بيرغ.
- 24 نوفمبر – المذيع 2: الأسطورة تستمر من إخراج آدم مكاي.
- 2 ديسمبر – الهوبيت: قفرة سموغ من إخراج بيتر جاكسون.
- 6 ديسمبر – 47 رونين من إخراج كارل رينش.
- 13 ديسمبر – احتيال أمريكي من إخراج ديفيد أو. راسل.
- 13 ديسمبر – إنقاذ السيد بانكس من إخراج جون لي هانكوك.[14]
- 14 ديسمبر – المشي مع الديناصورات من إخراج Neil Nightingale [الإنجليزية]‏، باري كوك.
- 17 ديسمبر – ذئب وول ستريت من إخراج مارتن سكورسيزي.
- 20 ديسمبر – هذا هو سن الأربعين من إخراج جاد أباتاو.
- 21 ديسمبر – جاك ريتشر من إخراج كريستوفر ماك كويري.
- 25 ديسمبر – جانغو الحر من إخراج كوينتن تارانتينو.

## برامج ومسلسلات وأنمي
- ألتيميت سبايدرمان
- ذا كليفلاند شو
- فيوتشوراما
- ترانسفورمرز: برايم
- عرض لوني تونز
- غرافيتي فولز
- فارس وفادي
- كوكب شين

## موسيقى

### ألبومات
من الألبومات التي صدرت هذه السنة في الولايات المتحدة:
- 30 أغسطس – يورز ترولي من غناء أريانا غراندي.
- 18 أكتوبر – منشور من غناء كيتي بيري.
- 6 نوفمبر – آرتبوب من غناء ليدي غاغا.

## كتب
من الكتب التي صدرت هذه السنة في الولايات المتحدة:
- 1 يناير – المريخي من تأليف آندي وير.
- 5 فبراير – سكارلت من تأليف ماريسا ميير.
- 23 أبريل – إعادة ولادة الزمن من تأليف لي سمولين.
- 14 مايو – الجحيم من تأليف دان براون.
- 21 مايو – ورددت الجبال الصدى من تأليف خالد حسيني.
- 10 سبتمبر – رواية فانغيرل من تأليف راينبو رويل.
- 22 أكتوبر – مخلصة من تأليف فيرونيكا روث.[15]
- 3 ديسمبر – الأميرة والملكة من تأليف جورج ر. ر. مارتن.

## وفيات

### يناير
- 7 يناير – حول حوصر (مواليد 1945)
- 7 يناير – دايفيد إليس (مواليد 1952)[16]
- 9 يناير – جيمس بوكنان جونيور (مواليد 1919) عالم اقتصاد أمريكي.[17]
- 9 يناير – صموئيل بلوم (مواليد 1920) كيميائي أمريكي.[18]
- 11 يناير – آرون سوارتز (مواليد 1986)[19]
- 13 يناير – رودني ميمز كوك، الأب (مواليد 1924) سياسي أمريكي.[20]
- 16 يناير – جوس موران (مواليد 1923) لاعبة كرة مضرب أمريكية.[21]
- 19 يناير – ستان ميوزيال (مواليد 1920) لاعب كرة قاعدة من الولايات المتحدة الأمريكية.[22]
- 28 يناير – مارك بالمر (مواليد 1941)[23]

### فبراير
- 1 فبراير – إد كوخ (مواليد 1924) سياسي أمريكي.[24]
- 2 فبراير – كريس كايل (مواليد 1974) أعظم قناص في تاريخ الجيش الأمريكي.[25]
- 3 فبراير – بي إتش بورن (مواليد 1932) لاعب كرة سلة أمريكي.[26]
- 11 فبراير – كيفن جراي (مواليد 1958) ممثل أمريكي.[27]
- 11 فبراير – ماثيو وايت (مواليد 1957) لاعب كرة سلة أمريكي.
- 14 فبراير – رونالد دوركين (مواليد 1931)[28]
- 19 فبراير – دونالد ريتشي (مواليد 1924) كاتب أمريكي.[29]
- 19 فبراير – روبرت ريتشاردسون (مواليد 1937) فيزيائي أمريكي.[30]
- 21 فبراير – ماجيك سليم (مواليد 1937) عازف قيثارة من الولايات المتحدة الأمريكية.[31]
- 25 فبراير – جيم إيفرت كوب (مواليد 1916)[32]
- 27 فبراير – دايل روبرتسون (مواليد 1923)[33]
- 27 فبراير – فان كليبورن (مواليد 1934) عازف بيانو أمريكي.[34]
- 28 فبراير – دونالد جلاسر (مواليد 1926)[35]

### مارس
- 4 مارس – تشيك هولبرت (مواليد 1919) لاعب كرة سلة أمريكي.
- 5 مارس – بول بيرر (مواليد 1954)[36]
- 5 مارس – دوان كيش (مواليد 1921) عالم كيمياء حيوية من الولايات المتحدة الأمريكية.
- 5 مارس – كالفين فاولر (مواليد 1940) لاعب كرة سلة من الولايات المتحدة الأمريكية.
- 18 مارس – ميندي بهاء الدين (مواليد 1958) عالمة حيوان من الولايات المتحدة الأمريكية.[37]
- 19 مارس – هاري ريمز (مواليد 1947)[38]
- 22 مارس – راي ويليامز (مواليد 1954) لاعب كرة سلة أمريكي.[39]
- 23 مارس – ديفيد إيرلي (مواليد 1938) ممثل أمريكي.
- 24 مارس – بيتر دوريي (مواليد 1939) ممثل أمريكي.[40]
- 25 أكتوبر – مارسيا والاس (مواليد 1942) ممثلة أمريكية.[41][41]
- 25 مارس – أنتوني لويس (مواليد 1927) صحفي أمريكي.[42]
- 26 مارس – توم بوروينكل (مواليد 1945) لاعب كرة سلة أمريكي.[43]
- 29 مارس – ريد فلير (مواليد 1988)[44]
- 30 مارس – بوبي باركس (مواليد 1962) لاعب كرة سلة من الولايات المتحدة الأمريكية.[45]

### أبريل
- 1 أبريل – ويليام ه غينسبورغ (مواليد 1943) محامي أمريكي.
- 4 أبريل – روجر إيبرت (مواليد 1942)[46]
- 4 أبريل – كارمين إنفانتينو (مواليد 1925)[47]
- 7 أبريل – كارل وليامز (مواليد 1959) ملاكم من الولايات المتحدة الأمريكية.[48]
- 11 أبريل – جوناثان وينترز (مواليد 1925)[49]
- 11 أبريل – سو دراهايم (مواليد 1949) عازفة كمان من الولايات المتحدة الأمريكية.[50]
- 11 أبريل – ماريا تولتشيف (مواليد 1925) راقصة باليهة من الولايات المتحدة الأمريكية.[51]
- 19 أبريل – ألان أربوس (مواليد 1918)[52]
- 20 أبريل – لويس مولينا (مواليد 1938) ملاكم من الولايات المتحدة الأمريكية.
- 26 أبريل – جورج جونز (مواليد 1931)[53]
- 26 أبريل – ماري توم (مواليد 1944)

### مايو
- 2 مايو – جيف هانيمان (مواليد 1964)[54]
- 4 مايو – أوتيس ر بوين (مواليد 1918) سياسي أمريكي.[55]
- 8 مايو – جين كوبر (مواليد 1928) ممثلة أمريكية.[56]
- 8 مايو – دالاس ويلارد (مواليد 1935) فيلسوف أمريكي.
- 17 مايو – جون جودارد (مواليد 1924)
- 18 مايو – ستيف فورست (مواليد 1925)[57]
- 23 مايو – فلين روبنسون (مواليد 1941) لاعب كرة سلة أمريكي.[58]
- 25 مايو – والت بودكو (مواليد 1925)
- 26 مايو – راي بارنهارت (مواليد 1928) سياسي من الولايات المتحدة الأمريكية.
- 29 مايو – كليف ميلي (مواليد 1947) لاعب كرة سلة أمريكي.[59]
- 31 مايو – جيرالد إي براون (مواليد 1926)[60]

### يونيو
- 3 يونيو – جيا خان (مواليد 1988)[61]
- 4 يونيو – مونتي ديفيس (مواليد 1958) لاعب كرة سلة أمريكي.
- 6 يونيو – إستر وليامز (مواليد 1923)[62]
- 6 يونيو – جيروم كارل (مواليد 1918)[63]
- 7 يونيو – ريتشارد راميرز (مواليد 1960)[64]
- 8 يونيو – بول سيلوتشى (مواليد 1948) سياسي من الولايات المتحدة.[65]
- 11 يونيو – روبرت فوغل (مواليد 1926)[66]
- 12 يونيو – مايكل كاشا (مواليد 1920) عالم كيمياء حيوية أمريكي.[67]
- 15 يونيو – كينيث ويلسون (مواليد 1936)[68]
- 17 يونيو – بالبز إهلرز (مواليد 1923)[69]
- 19 يونيو – جيمس غاندولفيني (مواليد 1961) ممثل أمريكي.[70]
- 21 يونيو – جيمس جوردون (مواليد 1928) فيزيائي أمريكي.
- 23 يونيو – ريتشارد ماثيسون (مواليد 1926)[71]
- 23 يونيو – شارون ستاودر (مواليد 1948) سبّاحة من الولايات المتحدة الأمريكية.[72]
- 24 يونيو – ويليام هاثاوي (مواليد 1924) سياسي أمريكي.[73]
- 28 يونيو – مات أوسبرن (مواليد 1957) مصارع محترف من الولايات المتحدة الأمريكية.
- 29 يونيو – جيم كيلي (مواليد 1946)[74]

### يوليو
- 1 يوليو – بول جنكينز (مواليد 1938)
- 2 يوليو – دوغلاس إنجيلبارت (مواليد 1925) مخترع من الولايات المتحدة الأمريكية.[75]
- 6 يوليو – ليلاند ميتشل (مواليد 1941) لاعب كرة سلة أمريكي.
- 7 يوليو – جو كونلي (مواليد 1928) ممثل أمريكي.[76]
- 12 يوليو – عمار بوز (مواليد 1929)
- 14 يوليو – دينيس باركلي (مواليد 1945)
- 18 يوليو – جون ه مور الثاني (مواليد 1927)
- 20 يوليو – هيلين توماس (مواليد 1920) كاتبة وصحفية أمريكية.[77]
- 22 يوليو – دنيس فارينا (مواليد 1944) ممثل أمريكي.[78]
- 23 يوليو – إميل غريفيث (مواليد 1938) ملاكم من الولايات المتحدة الأمريكية.[79]
- 25 يوليو – بوب أكري (مواليد 1918)
- 25 يوليو – مايكل هيبرانكو (مواليد 1953)
- 28 يوليو – ايلين برينان (مواليد 1935)[80]
- 28 يوليو – ويليام سكرانتون (مواليد 1917) سياسي أمريكي.[81]
- 30 يوليو – روبرت نيلي بيلا (مواليد 1927) عالم اجتماع أمريكي.[82]

### أغسطس
- 5 أغسطس – كينيث جون فروست (مواليد 1934)
- 8 أغسطس – كارين بلاك (مواليد 1939)[83]
- 10 أغسطس – وليام بي كلارك (مواليد 1931)[84]
- 14 أغسطس – جاك جارفينكل (مواليد 1918) لاعب كرة سلة أمريكي.[85]
- 14 أغسطس – ليزا روبن كيلى (مواليد 1970)[86]
- 15 أغسطس – بيرت لانس (مواليد 1931) سياسي أمريكي.[87]
- 17 أغسطس – ديفين غراي (مواليد 1972) لاعب كرة سلة أمريكي.
- 21 أغسطس – جيم غوردون فولرتون (مواليد 1936) رائد فضاء أمريكي.[88]
- 23 أغسطس – دين ميمينجير (مواليد 1948)[89]
- 23 أغسطس – ستيفن كرون (مواليد 1946)
- 24 أغسطس – موريل سييبيرت (مواليد 1928) سيدة أعمال أميركية.

### سبتمبر
- 1 سبتمبر – تومي موريسون (مواليد 1969)[90]
- 3 سبتمبر – دانتي ديباولو (مواليد 1926) ممثل أمريكي.[91]
- 3 سبتمبر – دون مينيك (مواليد 1930) لاعب كرة سلة أمريكي.[92]
- 7 سبتمبر – زيلمو بيتي (مواليد 1939) لاعب كرة سلة أمريكي.[93]
- 11 سبتمبر – مارشال بيرمان (مواليد 1940) فيلسوف أمريكي.[94]
- 12 سبتمبر – أبو منصور الأمريكي (مواليد 1984)[95]
- 12 سبتمبر – راي دولبي (مواليد 1933)[96]
- 16 سبتمبر – جيم بالمر (مواليد 1933) لاعب كرة سلة من الولايات المتحدة الأمريكية.
- 18 سبتمبر – ريتشارد صرافيان (مواليد 1930) مخرج أفلام أمريكي.[97]
- 18 سبتمبر – كين نورتون (مواليد 1943)[98]
- 23 سبتمبر – روث باتريك (مواليد 1907)[99]
- 27 سبتمبر – جاي روبنسون (مواليد 1930)[100]
- 29 سبتمبر – بوب كورلاند (مواليد 1924)[101]
- 29 سبتمبر – هارولد اجنيو (مواليد 1921) فيزيائي أمريكي.[102]

### أكتوبر
- 1 أكتوبر – أرنولد أولا بيرنز (مواليد 1930) محامي أمريكي.
- 1 أكتوبر – توم كلانسي (مواليد 1947) مؤلف أمريكي.[103]
- 10 أكتوبر – جي كونراد ليفينسون (مواليد 1933) كاتب من الولايات المتحدة الأمريكية.
- 10 أكتوبر – سكوت كاربنتر (مواليد 1925) رائد فضاء أمريكي.[104]
- 12 أكتوبر – جورج هيربغ (مواليد 1920) عالم فلك أمريكي.[105]
- 13 أكتوبر – جو ميريويثير (مواليد 1953)[106]
- 20 أكتوبر – لورنس كلين (مواليد 1920) عالم اقتصاد أمريكي.[107]
- 23 أكتوبر – ويس بيالوسوكنيا (مواليد 1945) لاعب كرة سلة أمريكي.[108]
- 25 أكتوبر – بيل شارمان (مواليد 1926)[109]
- 25 أكتوبر – شيكو فوغن (مواليد 1940) لاعب كرة سلة أمريكي.[110]
- 25 أكتوبر – مارسيا والاس (مواليد 1942) ممثلة أمريكية.[41][41]
- 27 أكتوبر – لو ريد (مواليد 1942) موسيقي أمريكي.[111]

### نوفمبر
- 2 نوفمبر – والت بيلامي (مواليد 1939) لاعب كرة سلة من الولايات المتحدة الأمريكية.[112]
- 11 نوفمبر – جون بارنهيل (مواليد 1938) لاعب كرة سلة أمريكي.[113]
- 13 نوفمبر – باربرا لورانس (مواليد 1930)[114]
- 15 نوفمبر – باربرا بارك (مواليد 1947)[115]
- 17 نوفمبر – سيد فيلد (مواليد 1935)[116]
- 20 نوفمبر – جوزيف بول فرانكلين (مواليد 1950)[117]
- 21 نوفمبر – فيرن ميكلسن (مواليد 1928)[118]
- 26 نوفمبر – سول ليتر (مواليد 1923) مصور أمريكي.[119]
- 29 نوفمبر – تشارلز كوبر (مواليد 1926) ممثل أمريكي.[120]
- 30 نوفمبر – بول ووكر (مواليد 1973) ممثل أمريكي.[121]

### ديسمبر
- 8 ديسمبر – ريتشارد وليامسون (مواليد 1949) دبلوماسي أمريكي.[122]
- 9 ديسمبر – اليانور باركر (مواليد 1922) ممثلة أمريكية.[123]
- 12 ديسمبر – تشارلز فست (مواليد 1941) مهندس من الولايات المتحدة الأمريكية.[124]
- 12 ديسمبر – توم لافلين (مواليد 1931) سياسي أمريكي.[125]
- 13 ديسمبر – ثاد سبنسر (مواليد 1943) ملاكم من الولايات المتحدة الأمريكية.
- 15 ديسمبر – ديرون نيكس (مواليد 1967) لاعب كرة سلة أمريكي.[126]
- 16 ديسمبر – راي برايس (مواليد 1926) مغني أمريكي.[127]
- 17 ديسمبر – جانيت راولي (مواليد 1925) عالمة وراثة أمريكية.[128]
- 18 ديسمبر – إيفان بول كامينوف (مواليد 1930) فيزيائي أمريكي.[129]
- 21 ديسمبر – جون ايزنهاور (مواليد 1922)[130]
- 23 ديسمبر – ريك كاسيدي (مواليد 1943)
- 23 ديسمبر – يوسف لطيف (مواليد 1920)[131]
- 25 ديسمبر – دون آدامز (مواليد 1947) لاعب كرة سلة من الولايات المتحدة الأمريكية.
- 28 ديسمبر – هالتون آرب (مواليد 1927)
- 29 ديسمبر – كوني ديركينج (مواليد 1936) لاعب كرة سلة أمريكي.[132]
- 30 ديسمبر – جو بوكهالتر (مواليد 1937) لاعب كرة سلة أمريكي.
- 31 ديسمبر – جيمس أفيري (مواليد 1945) ممثل أمريكي.[133]